# Little League Baseball

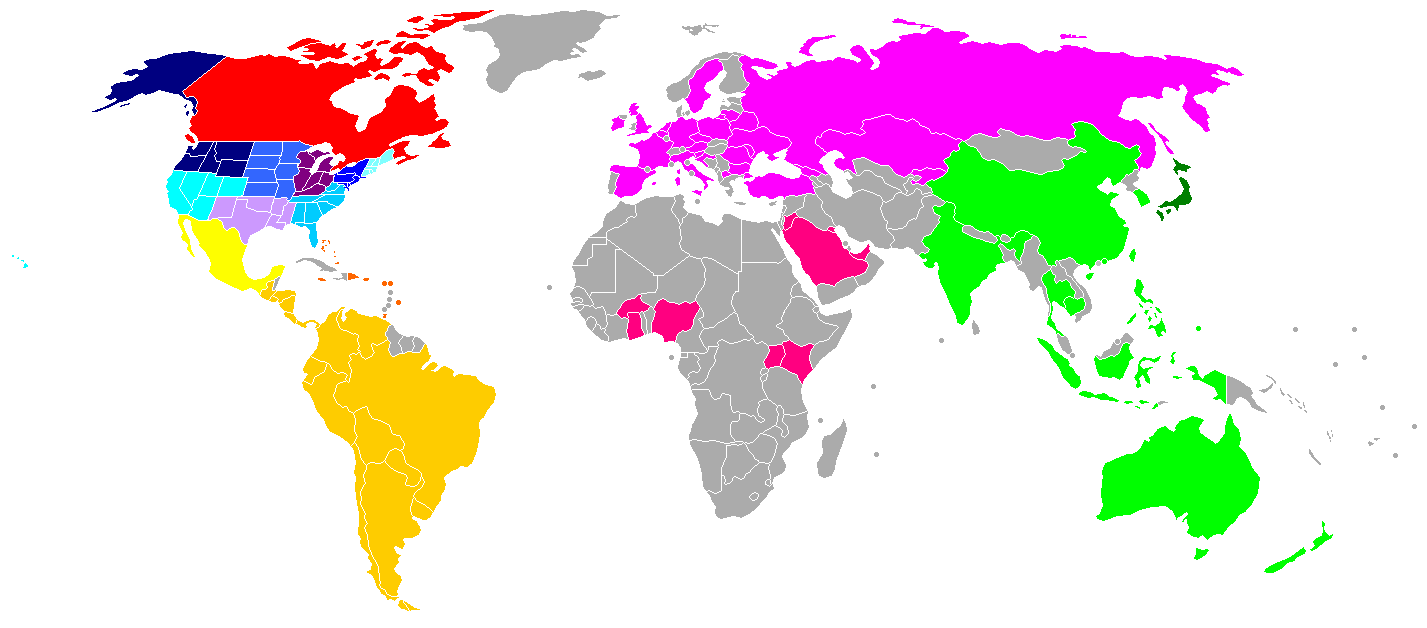
Zones couvertes par l'organisation

La Little League Baseball est une organisation américaine à but non lucratif gérant la pratique du baseball pour les enfants de 5 à 18 ans aux États-Unis et dans le monde. Créée en 1939, la Little League devient internationale en 1957. Basée à South Williamsport (Pennsylvanie), elle regroupe 2,6 millions de joueurs dans plus de 100 pays, dont 359 000 filles. La compétition vedette de cette organisation est la Little League World Series, qui existe en plusieurs déclinaisons, selon les catégories d'âges ou les disciplines (baseball ou softball).

## Histoire
Le premier match de Little League se tient à Williamsport (Pennsylvanie) le 7 juin 1939 : Lundy Lumber s'impose sur Lycoming Diary 23-8. La troisième équipe en lice était les Jumbo Pretzel. Les Lycoming Dairy remportent la première édition.
En 1946, l'organisation couvre douze ligues en Pennsylvanie. La première ligue créée en dehors de cet état voit le jour en 1947 dans le New Jersey à Hammonton. En 1954, plus de 3 300 ligues sont liées à l'organisation à travers l'ensemble des États-Unis.
L'internationalisation débute en 1951 par la création de la première ligue au Canada. La victoire des jeunes mexicains de Monterrey en 1957 fait pleinement entrer l'organisation dans l'ère internationale.
Basée à Williamsport (Pennsylvanie) depuis sa création, l'organisation déménage à South Williamsport (Pennsylvanie) en 1957.
Depuis le 26 décembre 1974, les filles sont autorisées à jouer avec les garçons. Le softball est également introduit cette même année 1974.
Dès les années 1980, l'organisation comprend plus de 14 000 ligues pour 145 000 équipes et 2,25 millions de joueurs dans 30 pays.

## Compétitions

### Baseball
| Catégorie d'âge | Lieu                              | 1re édition | Series                     |
| --------------- | --------------------------------- | ----------- | -------------------------- |
| 9 - 12 ans      | South Williamsport (Pennsylvanie) | 1947        | Little League World Series |
| 13 - 14 ans     | Taylor (Michigan)                 | 1981        | Junior League World Series |
| 14 - 16 ans     | Bangor (Maine)                    | 1961        | Senior League World Series |
| 16 - 18 ans     | Easley (Caroline du Sud)          | 1968        | Big League World Series    |

### Softball

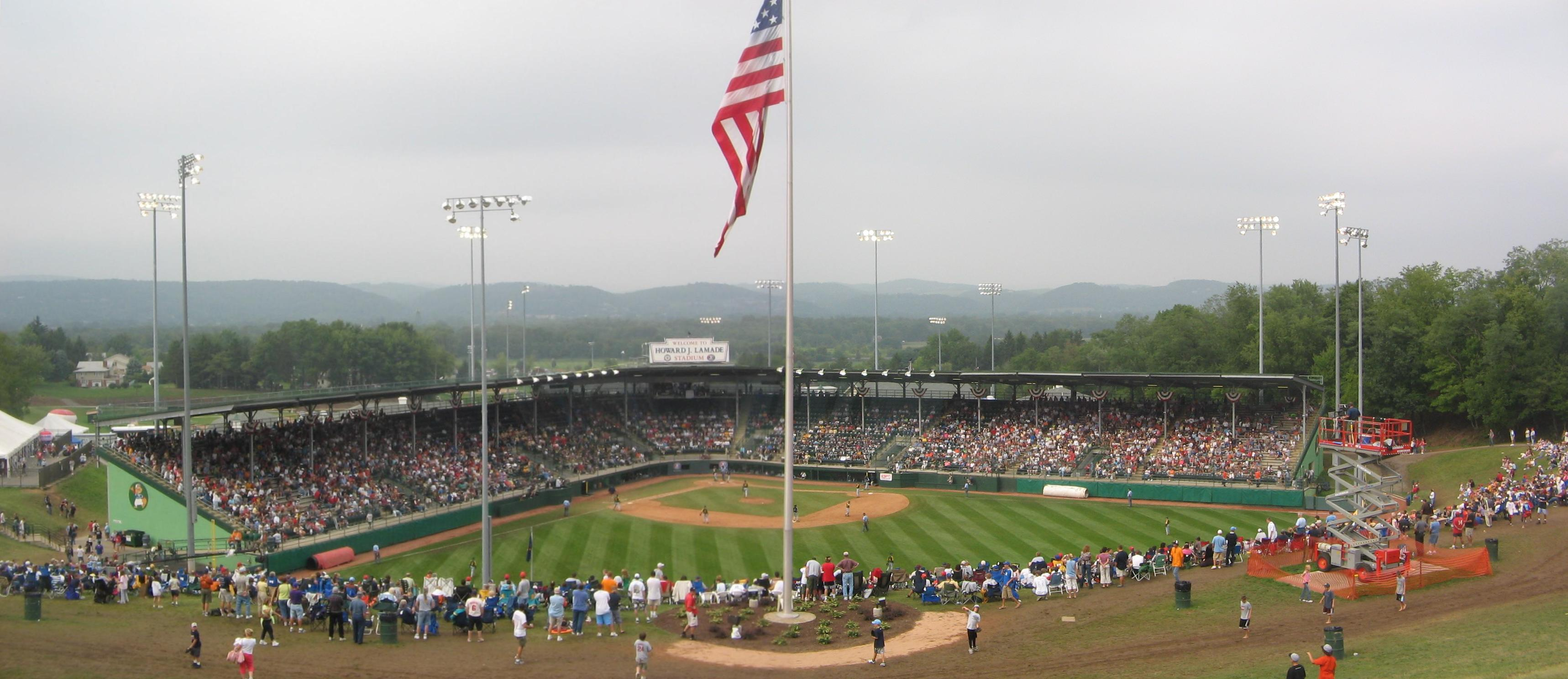
Le terrain de South Williamsport où se disputent les Little League World Series

| Catégorie d'âge | Lieu                       | 1re édition | Series                                |
| --------------- | -------------------------- | ----------- | ------------------------------------- |
| 9 - 12 ans      | Portland (Oregon)          | 1974        | Little League World Series (softball) |
| 13 - 14 ans     | Kirkland (Washington)      | 1999        | Junior League World Series (softball) |
| 13 - 16 ans     | Comté de Sussex (Delaware) | 1976        | Senior League World Series (softball) |
| 14 - 18 ans     | Kalamazoo (Michigan)       | 1982        | Big League World Series (softball)    |